# Tönisvorst
Tönisvorst is een stad en gemeente in de Duitse deelstaat Noordrijn-Westfalen, gelegen in de Kreis Viersen. De gemeente telt 29.249 inwoners (31 december 2020) op een oppervlakte van 44,33 km².
Tönisvorst omvat de kernen Sankt Tönis (inclusief het aan de rand van Forstwald liggende woongebied Laschenhütte) en Vorst (inclusief het kleine dorp Kehn).

## Galerij

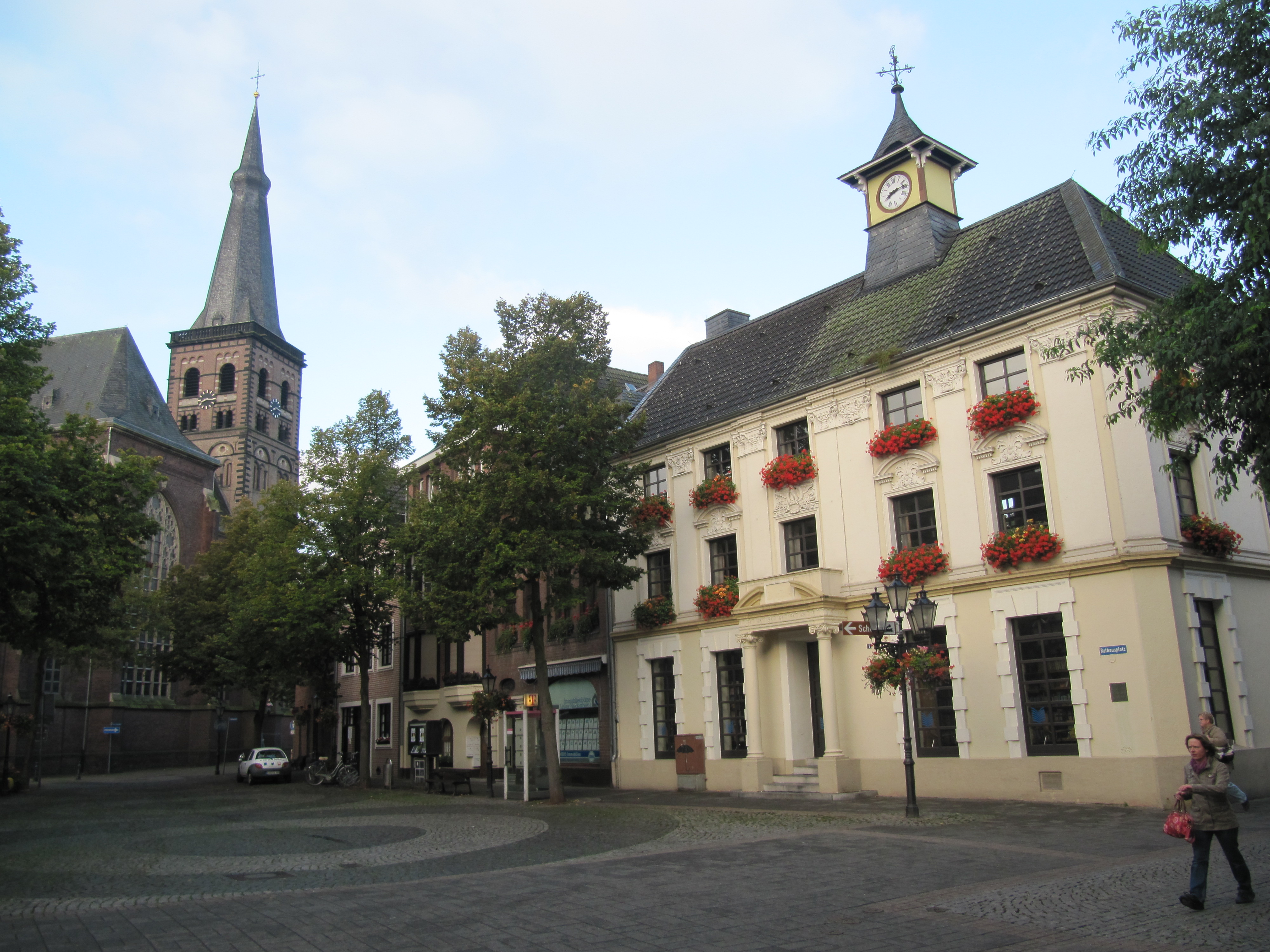
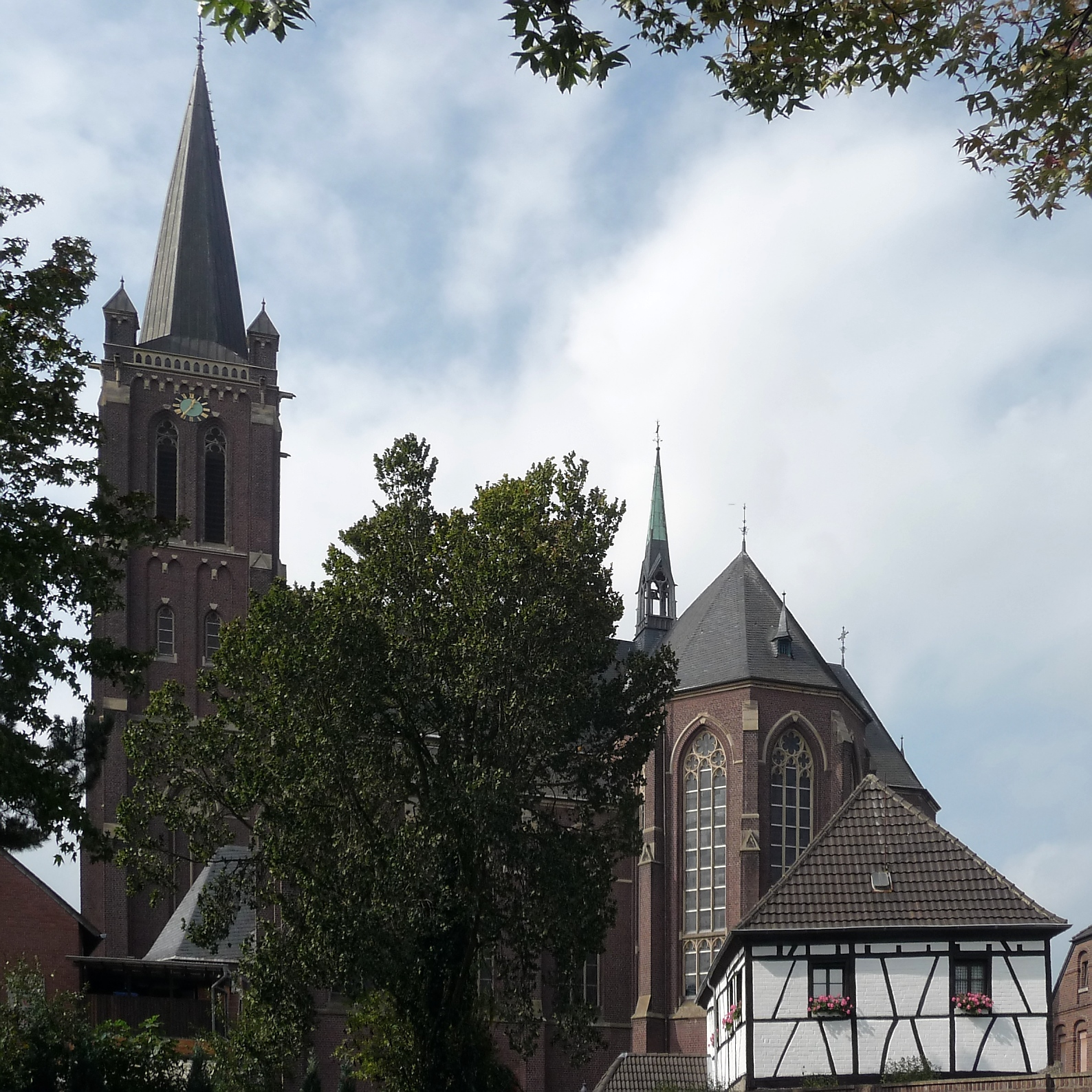
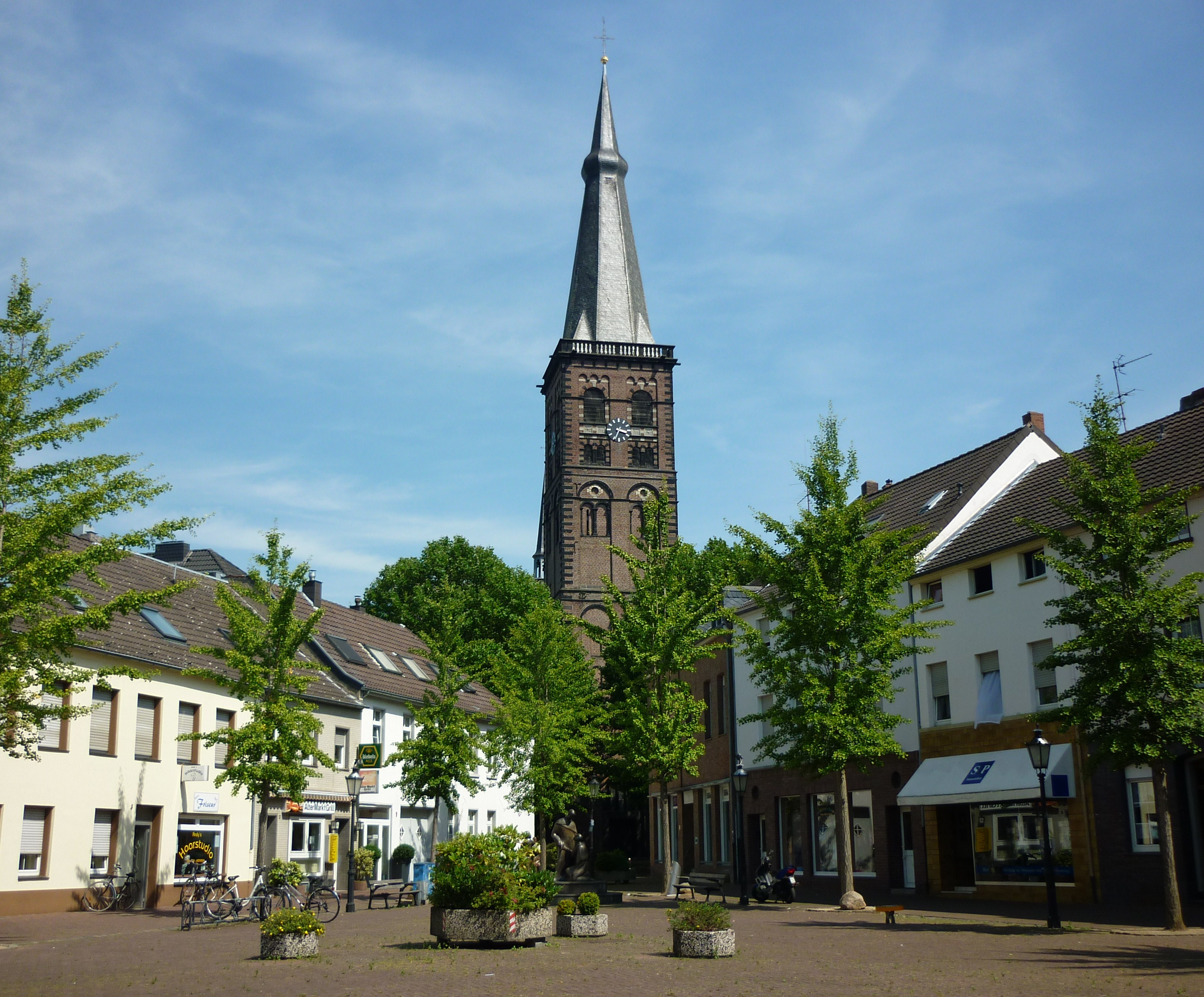
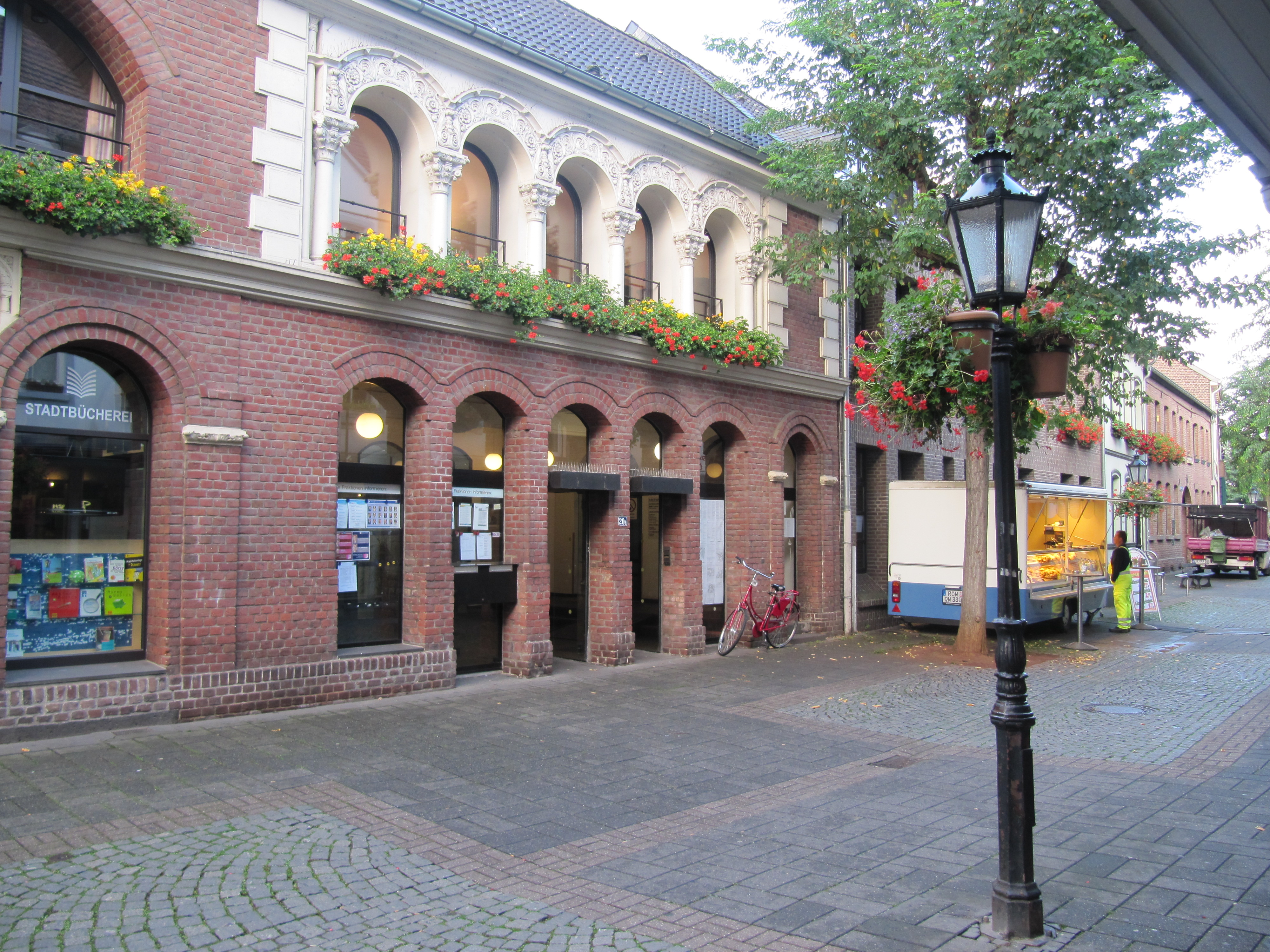
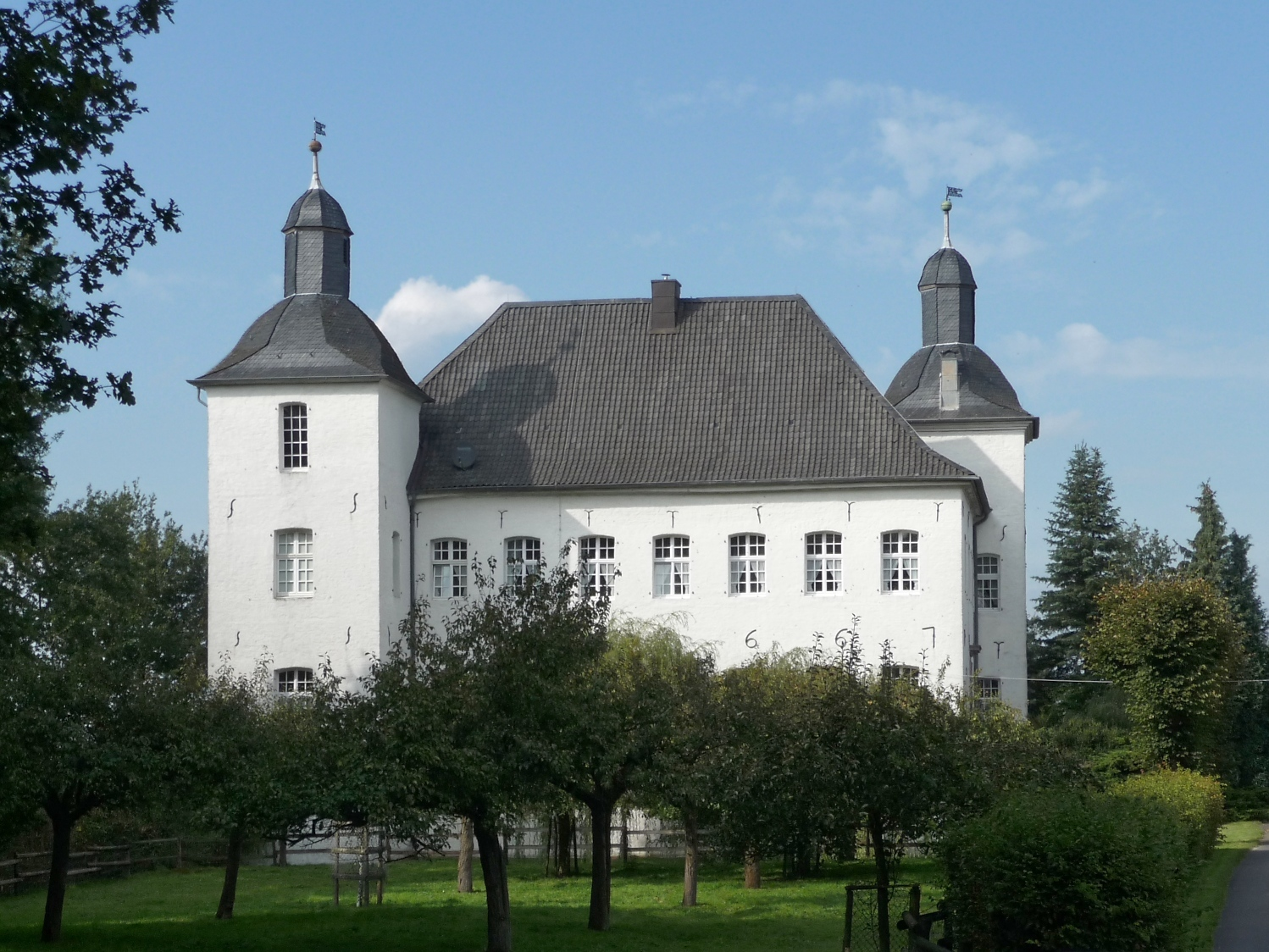

Sankt Tönis · Vorst · Kehn · Laschenhütte
Brüggen · Grefrath · Kempen · Nettetal · Niederkrüchten · Schwalmtal · Tönisvorst · Viersen · Willich